# Narrensprung
Als Narrensprung werden die Umzüge in der schwäbisch-alemannischen Fasnet bezeichnet. Neben der örtlichen Narrenzunft, die den Umzug ausrichtet, nehmen daran im Regelfall weitere Zünfte aus Nachbarorten, der Narrenvereinigung oder sonstige befreundete Zünfte teil. Ausnahmen machen zum Beispiel die Narrensprünge in Rottweil und Oberndorf, an denen jeweils nur die Figuren der örtlichen Narrenzunft teilnehmen.
Die teilnehmenden Zünfte laufen nach einem vorab festgelegten Aufstellungsplan geordnet nach Figuren in ihren „Häs“ genannten Kostümen den Umzugsweg ab. Die Zuschauer werden von den Narren mit dem ersten Teil des Narrenrufs der jeweiligen Zunft begrüßt und antworten mit dem zweiten Teil (zum Beispiel Narri - Narro). Neben den Hästrägern nehmen an den Narrensprüngen auch häufig Musikkapellen, Fanfarenzüge, Lumpenkapellen, Schalmeienkapellen und Guggenmusiken teil. Nach Ende des Umzugs findet in den Straßen und Wirtshäusern häufig ein Narrentreiben statt.
Die Bezeichnung „Narrensprung“ als Umzug stammt ursprünglich aus Rottweil für die Passage durch das Schwarze Tor und Oberndorf. Auch im benachbarten Schömberg taucht die Bezeichnung relativ früh auf. Später wurde sie vor allem in den Ortschaften in Oberschwaben verwendet und schließlich parallel zur Bezeichnung „Umzug“ bei Narrentreffen im gesamten Gebiet der schwäbisch-alemannisch-bayerischen Fastnacht verwendet.
„Narrensprung “ist darüber hinaus die Bezeichnung für den jeweiligen Hüpfschritt der Narren. Vor allem glockentragende Maskenfiguren springen oder hüpfen (mundartlich: jucken) oft zu Musik in Form bestimmter Narrenmärsche. Dabei haben sich ganz unterschiedliche Narrenschritte entwickelt. Die musikalischen Kompositionen sind meist auf diese abgestimmt.
Typisches Zitat: Das Narren in Rottweil ist von alters her strengen Regeln unterworfen und hat große Bedeutung für die Gemeinschaft und das soziale Gefüge in der Stadt.

## Film
- Sigrun Köhler, Wiltrud Baier (Böller und Brot; Buch, Regie, Kamera):[2] Narren - Rottweil im Fastnachtsfieber. Die über drei Jahre gedrehte Dokumentation verschränkt Bilder aus Straßenfasnacht, Narrensprung und aus der Tätigkeit der Narrenzunft (damals über 6000 Mitglieder) mit Beobachtungen bei Rottweiler Kostümschneidereien, einer Schusterwerkstatt und Maskenschnitzern. SWR, Deutschland, 2019, 94 Min. (Original-Töne im Dialekt sind durch Untertitel übersetzt)[3]